# Monopol (band)
 For alternative betydninger, se Monopol (flertydig). (Se også artikler, som begynder med Monopol)
Monopol var et dansk rock-band. Monopol bestod af de to medlemmer, Nikolaj Rysager og Noah Rosanes, søn af Tamra Rosanes.
Monopols lyd kan karakteriseres som en blanding af rock, pop og dance.
Bandet er blandt andet kendt for singlerne "Fis Nu Af" og "Hvis Vi To Var Nøgne".
I 2002 blev Monopol udvalgt til Karrierekanonen på P3.
I 2003 udkom det selvbetitlede debutalbum.